# Раселли, Франц Иванович
Франц (Франсуа) Иванович Раселли (1807 — 30 апреля (12 мая) 1883, Санкт-Петербург) — директор Горного департамента, тайный советник.

## Биография
Родился в 1807 году в семье католиков-францисканцев.
В службе состоял с 20 августа 1828 года — писцом. Уже в 1841 году — заместитель директора Корпуса горных инженеров (КГИ), в 1850 году — секретарь Штаба КГИ; имел чин коллежского асессора; 30 июля 1852 года ему был пожалован чин коллежского регистратора.
С 28 октября 1860 года — действительный статский советник, вице-директор Департамента горных и соляных дел, в Совете КГИ с правом голоса (1862, 1865).
С 27 октября 1861 по 13 марта 1875 года — вице-директор Горного департамента, при В. К. Рашете. Как писал в своих «Воспоминаниях» К. А. Скальковский

…При Рашете все дела бы остановились и всё бы перепуталось, к счастью, он слушался советов курьера Николаенко и у него был дельный вице-директор Раселли и хороший состав чиновников. Раселли, полякдошёл из писцов до управляющего департаментом. Он хорошо владел канцелярским слогом, отличался спокойствием и любезностью. <…> Горные инженеры были признательны ему за устройство эмеритальной кассы.
— Воспоминания молодости (По морю житейскому) : 1843—1869 / К. Скальковский. — СПб.: тип. А. С. Суворина, 1906. — С. 170.
С 13 марта 1875 по 19 января 1881 года — директор Горного департамента. В 1878 году Ф. И. Раселли стал одним из инициаторов создания в России Геологического института
С 10 октября 1872 года — тайный советник.
В 1867 году жил в Санкт-Петербурге по адресу: Фонтанка, д. 43-6, кв. 4. В 1880 — Невский проспект, 88.
Умер 30 апреля (12 мая) 1883 года. Похоронен в Санкт-Петербурге на Выборгском католическом кладбище .

## Награды
- Орден Святого Владимира 3-й степени (1863).
- Орден Святого Станислава 1-й степени (1866).
- Орден Святой Анны 1-й степени (1869).
- Орден Святого Владимира 2-й степени (1876).
- Орден Белого орла (1879).

## Труды
- Раселли Ф. И. Сведения о частном золотом промысле в России. 2-е доп. изд. — СПб., 1863. — 227 с.

## Семья
- Жена — Варвара Иосифовна, урожд. Янушковская (? — 24.10.1910). Их дети:
- Станислав (10 ноября 1866 — 12 января 1907), в 1894—1904 годах — помощник статс-секретаря Государственной канцелярии, отделение свода законов, в 1905—1906 годах — действительный статский советник, статс-секретарь Государственного совета; жил с матерью, сёстрами и братом на Надеждинской улице, 20.
- Варвар (1852—1915), муж — Подгурский Николай Федорович (1856—1915); у их дочь Любовь (ок. 1889—?).
- Франц (Франсуа; 1866—1916), в 1905 году — статский советник, в 1912 году жил на Бассейной улице, 25; работал в 1-м Департаменте Государственного совета.
- Екатерина (?—?)
- Софья (7.06.1864 — 1932), муж — коллежский советник Александр Владиславович Гриколевский, в 1912 году — уже вдова, жила на Бассейной улице, 25 с братом, сестрой и детьми: Николаем и Надеждой Гриколевскими.

## Комментарии
1. ↑  Еще в 1870 году герцог Н. М. Лейхтенбергский предложил подробный «Проект Устава и штата предполагаемого при Горном институте Геологического учреждения». Проект министром государственных имуществ одобрен не был. А в 1878 году директор Горного департамента Ф. И. Раселли решился сделать ещё одну попытку. Он попросил профессора В. И. Мёллера составить новый проект, устранявший недостатки «Проекта Горного департамента» 1878 г. В. И. Мёллер выполнил эту просьбу и 21 января 1880 г. представил на усмотрение Горного департамента не один, а даже два проекта «Положения о Геологическом отделе Горного департамента». Далее события развивались удивительно быстро. 8 декабря 1880 г. поступило высочайшее разрешение на внесение устава Русского геологического института в повестку дня заседаний Государственного совета, а 18 декабря управляющий Министерством государственных имуществ направил проект Устава на согласование с министром финансов, главноуправляющим II отделением императорской канцелярии, государственным контролером и управляющим Министерством народного просвещения. Сделав лишь незначительные замечания, все эти ведомства приняли проект. Однако Государственный совет заключил, что, поскольку проектируемому «учреждению придается характер учёно-административный, департаменты законов и государственной экономии предпочитают присвоить ему наименование не института, связанное у нас с понятием об учебном заведении, а КОМИТЕТА, что соответствовало бы установившейся в нашем законодательстве терминологии.»
Однако после почти 20-летней бюрократической волокиты было принято иное решение: вместо института создать Геологический комитет, но не выделять для его работы ни одной копейки из казны, а передать ему те суммы, которые ранее имел Горный департамент; не предоставлять ему своего помещения, а обязать Горный институт приютить Комитет у себя под крышей. Штат Комитета утвердили в составе 8 человек, что не соответствовало российским просторам.